# Pinaroloxias inornata
Pinaroloxias inornata là một loài chim trong họ Thraupidae.